# Komm, du süße Todesstunde, BWV 161
Komm, du süβe Todesstunde, BWV 161 (Vine dolça hora de la mort), és una cantata religiosa de Johann Sebastian Bach per al setzè diumenge després de la Trinitat, estrenada a Weimar el 6 d'octubre de 1715.

## Origen i context
El llibret és de Salomo Franck, secretari major i poeta oficial de Weimar, la seva ciutat natal, aparegut en el Evangelisches Andachts-Opfer de l'any 1715 i acaba amb la quarta estrofa de l'himne Herzlich tut mich verlangen de Christoph Knoll (1611). El text fa referència a l'evangeli del dia Lluc (7, 11-17) que narra la Resurrecció del fill d'una vídua de Naïm; expressa l'anhel de mort luterà i l'alliberament de les cuites, lluites i amargors mundanes. Fou revisada i reposada a Leipzig per a la festa de la Purificació de Maria el 2 de febrer possiblement de 1735, moment en què les flautes de bec foren substituïdes per flautes travesseres –més modernes– i en el coral inicial és el soprano qui canta en lloc de l'orgue de la primera versió. Per a aquest diumenge es conserven tres cantates més, BWV 8, BWV 27 i BWV 95.

## Anàlisi
Obra escrita per a contralt, tenor i cor; dues flautes de bec, orgue obligat, corda i baix continu. Consta de sis números.
1. Ària (contralt) i coral: Komm, du süsse Todesstunde (Vine dolça hora de la mort)
2. Recitatiu (tenor): Welt, deine Lust ist Last (Els teus plaers, O món, són fardells)
3. Ària (tenor): Mein Verlangen (És el meu ferm desig)
4. Recitatiu (contralt): Der Schluss ist schon gemacht (Ja estic ben decidit)
5. Cor: Wenn es meines Gottes Wille (Si és que Déu ho vol així)
6. Coral:  Der Leib zwar in der Erden (Malgrat que el cos sota terra)

El contralt obre la cantata, sense cap introducció orquestral com acostuma a passar en les cantates de Weimar. La veu acompanyada per dos violins, les flautes i el continu amb orgue obligat, canta un dels corals més clàssics de la tradició luterana, Herzlich tut mich verlangen que reapareix dos cops més en la cantata, i que d'alguna manera anticipa el cor inicial de la Passió segons Sant Mateu (BWV 244). El recitatiu de tenor del segon número és típic de la primera època de Bach, amb l'alternança de passatges recitats en secco amb d'altre arioso melòdics, destacant diverses parts del text, com la vocalització sobre Freudenlicht (llum fastuosa), els girs retallats sobre sind Dornen ohme Zahl (caramull d'espines) i un cromatisme recaragolat sobre Seelen Qual (de l'ànima un turment). El número 3 és una ària de tenor, amb l'estructura típica da capo amb la repetició completa de la primera secció. El recitatiu del número 4 de contralt acompanyat per les flautes, és d'una gran elaboració i constitueix l'element central de l'obra; el creient arriba al final del seu pelegrinatge espiritual i es troba preparat davant de la mort. L'acomiadament del Gute Nacht (bona nit) condiciona tot el text, Schlaf (somni) en una línia descendent; els moviments nerviosos de semicorxeres sobre auferwecken (em desperti [Jesús]) i la crida a l'última hora (letzer Stundenschlag), amb pizzicato de la corda i el repicar agut de les flautes fent de campanes mortuòries. El cinquè número s'havia pensat inicialment com una ària però Bach el transformà en un cor a quatre veus, sovint interpretat per quatre solistes, acompanyats per tota la corda, les flautes i el continu, amb un tema clarament derivat de l'ària inicial. El coral final toca de nou la melodia indicada, que procedeix de la cançó profana Mein Gemüt ist mir verwirret. Té una durada aproximada d'uns vint minuts.

## Discografia seleccionada
- J.S. Bach: Das Kantatenwerk. Sacred Cantatas Vol. 8. Nikolaus Harnoncourt, Concentus Musicus Wien, Tölzer Knabenchor (Gerard Schmidt-Gaden, director), Paul Esswood, Kurt Equiluz. (Teldec), 1994.

- J.S. Bach: The complete live recordings from the Bach Cantata Pilgrimage. CD 43: Santo Domingo de Bonaval, Santiago de Compostela; 7 d'octubre de 2000. John Eliot Gardiner, Monteverdi Choir, English Baroque Soloists, Robin Tyson, Mark Padmore. (Soli Deo Gloria), 2013.
- J.S. Bach: Complete Cantatas Vol. 3. Ton Koopman, Amsterdam Baroque Orchestra & Choir, Andreas Scholl, Paul Agnew. (Challenge Classics), 2005.
- J.S. Bach: Cantatas Vol. 5. Masaaki Suzuki, Bach Collegium Japan, Yoshikazu Mera, Makoto Sakurada. (BIS), 1997.
- J.S. Bach: Church Cantatas Vol. 49. Helmuth Rilling, Frankfurter Kantorei, Bach-Collegium Stuttgart, Hildegard Laurich, Adalbert Krauss. (Hänssler), 1999.
- J.S. Bach: Sacred Cantatas BWV 95, 27, 84 & 161. Philippe Herreweghe, Collegium Vocale Gent, Matthew White, Hans-Jörg Mammel. (Harmonia Mundi), 2008.